# Heilige-Konstantin-und-Helena-Kirche (Zgorzelec)
Die Heilige-Konstantin-und-Helena-Kirche (polnisch Cerkiew Świętych Konstantyna i Heleny) ist eine polnisch-orthodoxe Kirche in der Stadt Zgorzelec in der polnischen Oberlausitz. Sie ist den Heiligen Konstantin dem Großen und seiner Mutter Helena geweiht.
Die in Blockbauweise errichtete kleine Kirche befindet sich im Norden der Neißevorstadt auf einer Anhöhe zwischen der ulica Lubańska im Süden und der ulica Bolesławiecka im Norden. Die Kirche wurde zwischen 2001 und 2002 mit Unterstützung der griechischen Gemeinde von Zgorzelec errichtet. Die Gemeinde ist die größte griechische Gemeinde in Polen. Das Kirchengebäude wurde im Rahmen des fünften griechischen Musikfestivals feierlich eröffnet. Die Kirche verfügt im Innern über eine prächtig ausgeführte Ikonostase. Die Gottesdienste werden sonntags und feiertags um 10 Uhr in Polnisch, Griechisch und Altkirchenslawisch abgehalten. Pfarrer ist Pater Marek Bonifatiuk.